# Wulfred
Wulfred (zm. 24 marca 832) – arcybiskup Canterbury od 805.
Pochodził z Kentu. Był archidiakonem przy katedrze w Canterbury, gdy w 805 roku zmarł arcybiskup Æthelhard. Wulfred został wybrany jego następcą.